# D형 소행성
D형 소행성은 소행성의 분류 중에 하나이다. 588 아킬레스가 대표적인 D형 소행성에 속한다.

## 설명
D형 소행성은 매우 낮은 알베도와 특징 없는 불그스름한 스펙트럼을 가지고 있다. 그들은 유기질이 풍부한 규산염, 탄소와 무수 규산염의 구성을 가지고 있으며 아마도 내부에 물의 얼음이 있을 것이라고 제안되었다. D형 소행성은 바깥쪽 소행성대와 그 너머에서 발견되는데 152 아탈라와 944 히달고 그리고 목성 트로이군의 대부분이 그 예이다. 태기시호 운석은 D형 소행성의 파편이며 화성의 위성인 포보스가 밀접한 관련이 있다는 주장이 제기되고 있다. 니스 모형은 D형 소행성이 카이퍼 대에서 기원했을 가능성을 시사한다. 돈키호테 3552, 이달고 944, 헥토르 624, 샤리클로 10199 등 46개의 D형 소행성이 알려져 있다.

## 같이 보기
- 소행성
- 천문학